# Dollar (entreprise)
Pour les articles homonymes, voir Dollar (homonymie).
 (janvier 2024).
Si vous disposez d'ouvrages ou d'articles de référence ou si vous connaissez des sites web de qualité traitant du thème abordé ici, merci de compléter l'article en donnant les références utiles à sa vérifiabilité et en les liant à la section « Notes et références ».
Dollar est un constructeur de motos français fondé en 1923 et disparu en 1939.

## Histoire
Louis Delachanal travaille pour les Établissements Foucher, entreprise de mécanique de précision et de serrurerie créée en 1850, quand il rencontre Juliette Foucher, la fille de son employeur, qu'il épouse quelques années plus tard. En 1890, la société devenue « Foucher et Delachanal » lance la marque de cycles « Omnium et Spencer », installée 3 rue Taylor à Paris. Louis Delachanal devient le directeur technique de la « Manufacture Française des cycles Omnium ».

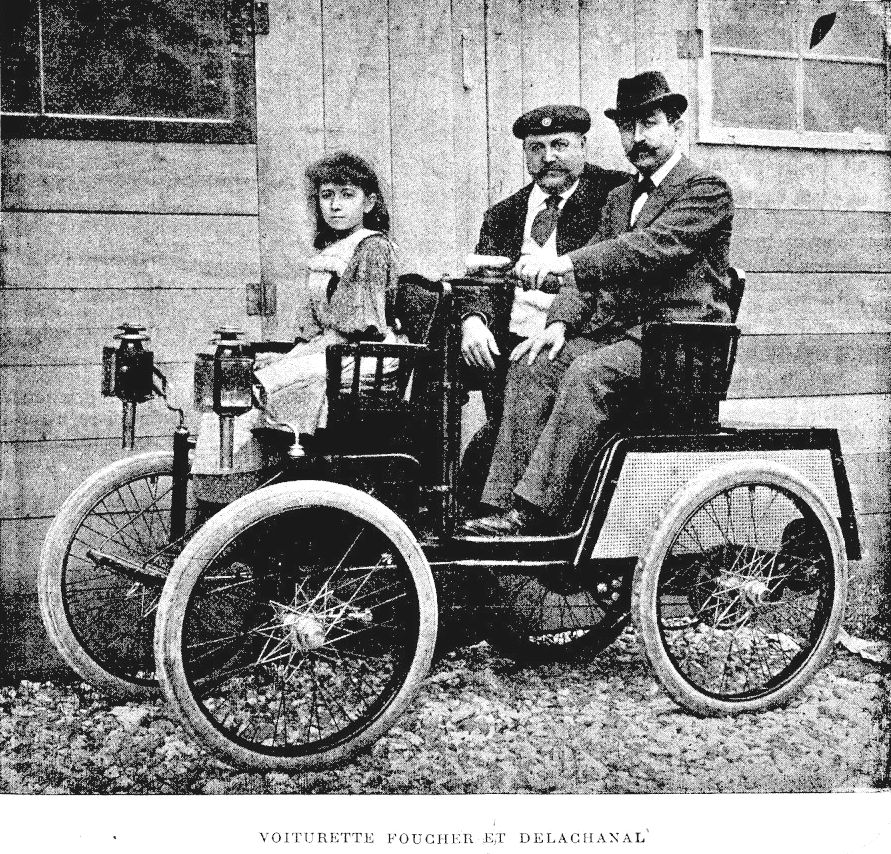
Voiture Foucher et Delachanal 3 CV (1897).

En 1900, Eugène Foucher passe la main à son gendre Jean-Louis Delachanal. 
Le 14 novembre 1920, Louis Delachanal décède alors que sa société L. DELACHANAL et Cie dite Établissements Industriels de Charenton est en faillite. et mise en liquidation le 1er février 1920. Cette société était l'un des sous-traitants de la célèbre maison Louis Vuiton, serrures, cadenas et petites mécaniques. Georges Vuiton fils créa alors la SAVAVA (société anonyme pour l’Achat et la Vente d’Articles de Voyages et Accessoires) pour reprendre entre autres, les Établissements Industriels de Charenton et, après un audit, il fit une proposition de rachat aux actionnaires de ceux-ci qu'ils ne purent refuser. La société L. Delachanal et Cie fusionna le 28 janvier 1921 dans la SAVAVA qui devint la SAVAVA, société anonymes des Établissements DELACANAL. Afin de rassurer les ex-actionnaires Mme Jeanne Férino née Delachanal, fille, siégea au conseil d'administration de la nouvelle société aux côtés de MM Georges et Gaston Vuitton, respectivement, président du conseil d'administration et administrateur[réf. nécessaire]. 
Georges Vuiton, déjà bien implanté aux États-Unis, lance la marque Dollar en reprenant la tête d’indien des pièces or US Indian Head Eagle qui sont connues en France depuis le débarquement de l'American Expeditionary Forces ; les cycles DOLLAR en 1922, les motocyclettes Dollar en 1923[réf. nécessaire]. 
Le projet est présenté en octobre 1923 au salon du deux-roues, le premier modèle est homologué le 11 aout 1924, il peut être ainsi commercialisé. La société anonyme des établissements.
Le premier modèle, la Dollar type A, est doté d'un bloc-moteur suisse Moser 4-temps culbuté de 125 cm3 produit sous licence à Pontarlier. Très vite, on voit apparaître au catalogue des 175, 250 et 350 cm3 toujours motorisés par Moser.
Fin 1926, la SAVAVA vend l'usine de Charenton pour construire une usine plus grande et plus moderne. Fin 1927, le constructeur déménage à Joinville-le-Pont. Le constructeur décide de monter des 1928 des moteurs du constructeur Maurice Chaise. Ces moteurs se déclinent en 350 et 500 cm3 à arbre à cames en tête, ainsi Dollar est le premier constructeur à monter sur des motos de série des ACT. 
1929 voit l'arrivée des moteurs Chaise culbutés déclinés en 175, 250, 350 et fin 1929 du 500 cm3. 
Le salon 1929 marque un tournant chez Dollar. Les nouveaux modèles auront un cadre constitué d'une poutre centrale en Y en acier forgé incluant la colonne de direction. Jusqu'en 1931, la partie arrière est en tube boulonné sur la poutre puis deviendra en acier matricé. La fourche est également de fabrication Dollar et non plus de chez Aya.
Apparition également de modèles acatènes sur les 250 type P2, les 350 type R2 et les 500 type S2, toutes équipées de moteurs culbutés.
Le modèle R2 sera le fer de lance de la marque. Elle réussira les tests pour l'armée, et dotera différents régiments. 
La marque est vendue en décembre 1931 à l'OMI (OMNIUM MÉTALLURGIQUE ET INDUSTRIEL) qui a racheté quelques années avant les moteurs Chaise. 
Au salon 1932, Dollar va présenter une moto munie d'un 4 cylindres en V. Commercialisée en 1933 et 1934.
La gamme évolue très peu jusqu'en 1935. On voit apparaître de nouveaux modèles comme la P35 qui possède un cadre entièrement tubulaire et non plus matricé. Le plus gros changement est la R35 qui deviendra la R36, avec un nouveau bloc moteur de 4 vitesses. 
En 1936, on trouve la P36 qui est une petite évolution de la p35. La r36 et sa grande sœur en 500 cm3 la S536. On note aussi une nouvelle 350 avec un cadre tubulaire la R9.
En 1957, le constructeur Dollar est racheté par les Cycles Follis, qui créera un prototype à partir d'une partie-cycle Follis et équipé d'un bloc moteur 350 Chaise de la R36 mais ne sera jamais commercialisé.

### Modèles
Les modèles couvrent la plage de 98 à 750 cm3.
- Lancement de la 125 culbutée à moteur Moser en aout 1924.
- Lancement d'une 175 et d'une 250 ainsi que d'un tandem à moteur et un triporteur de 1925 à 1927.
- En 1928, commercialisation des types k et L à moteur Chaise ACT en 35 et 500 cm3.
- Lancement des 250, 350 et 500 à moteurs Chaise culbutés en 1929.
- Lancement en 1931 de quatre modèles dotés de moteurs JAP (type U 350, type V 500) et MAG (type Y 350, type X 500).
- En 1933, commercialisation de la V4
- En 1935, arrivée de la P35
- En 1936, arrivée de la R36, la S536, la R9 et la P36
- 1937-38 arrêt de la production des motos Dollar

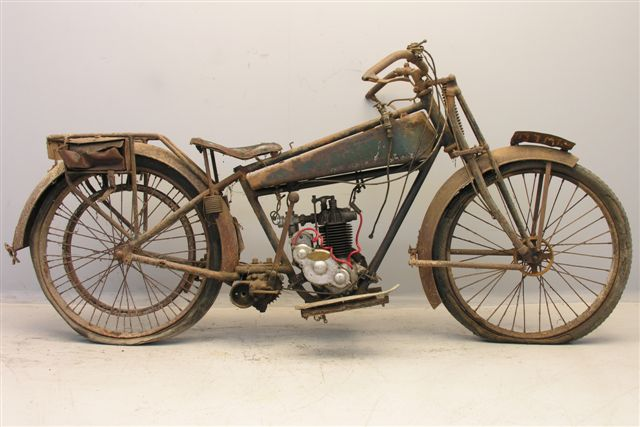
Dollar CT 175 (1925).
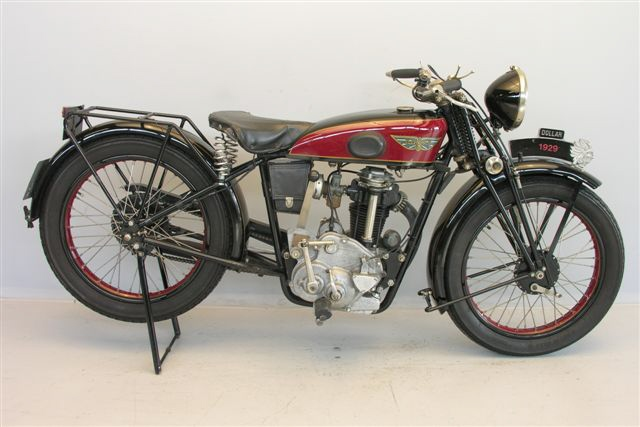
Dollar type P (1929).
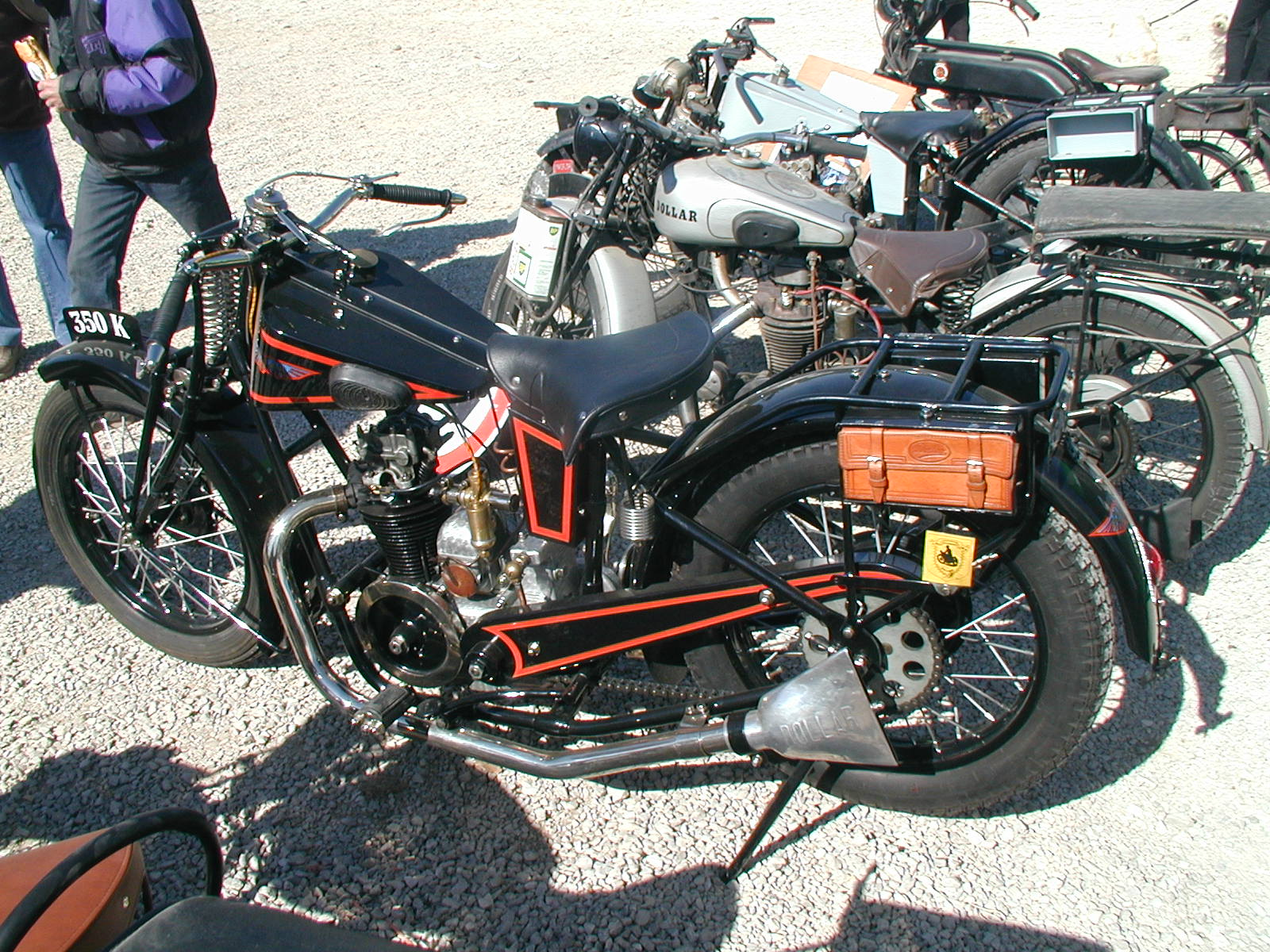
Type L Chaise 500 act.